# Pallavolo Lecco Alberto Picco
La Pallavolo Lecco Alberto Picco è una società pallavolistica femminile italiana con sede a Lecco: milita nel campionato di Serie B1.

## Storia
La società viene fondata nel 1971 da quattro giovani universitari (Gianni Beretta, Andrea Frigerio, Renato Maggi e Marco Sangalli): l'intitolazione ricorda Alberto Picco, giovane lecchese caduto durante la Resistenza al termine della seconda guerra mondiale.
Raggiunge rapidamente le categorie regionali e alla fine degli anni 80 ottiene i primi grandi successi disputando per tre stagioni consecutive la Serie A2. Ritornata a disputare i campionato regionali, nel 2005 acquisisce il titolo di Serie C dall'Alta Brianza e, con la guida tecnica di Luca Borgnolo, ottiene nel 2008 la promozione in Serie B2: la permanenza nella quarta serie nazionale dura una sola stagione ma al termine della stagione 2009-10 ottiene una nuova promozione in Serie B2.
Nell'annata 2017-18 chiude la stagione regolare al primo posto in classifica e conquista la promozione diretta in Serie B1. Nella stagione 2020-21 perde la finale dei play-off con l'Alba, ma subito la stagione successiva conquista la promozione in Serie A2, superando al primo turno dei play-off la Capo d'Orso Palau.
Nella stagione 2024-25 termina il campionato conquistando la permanenza nella serie cadetta, ma successivamente rinuncia al diritto scambiandolo con quello di Serie B1 del Concorezzo.

## Rosa 2024-2025
| N° | Nome                | Ruolo | Data di nascita  | Nazionalità sportiva |
| -- | ------------------- | ----- | ---------------- | -------------------- |
| 2  | Noemi Monti         | S     | 2 ottobre 2008   | Italia               |
| 3  | Maia Monaco         | C     | 12 luglio 2006   | Italia               |
| 4  | Giorgia Amoruso     | S     | 18 maggio 2006   | Italia               |
| 5  | Francesca Napodano  | L     | 17 gennaio 1999  | Italia               |
| 6  | Rachele Mainetti    | L     | 17 maggio 2000   | Italia               |
| 7  | Gaia Moroni         | O     | 23 febbraio 2005 | Italia               |
| 8  | Alessia Conti       | O     | 4 maggio 2003    | Italia               |
| 9  | Helena Sassolini    | P     | 14 gennaio 2005  | Italia               |
| 11 | Federica Piacentini | C     | 7 marzo 2001     | Italia               |
| 12 | Carola Casari       | L     | 3 agosto 2006    | Italia               |
| 14 | Martina Ghezzi      | S     | 20 agosto 2001   | Italia               |
| 15 | Princess Atamah     | C     | 1º marzo 2005    | Italia               |
| 16 | Linda Mangani       | S     | 16 febbraio 2000 | Italia               |
| 18 | Safa Allaoui        | P     | 1º febbraio 2006 | Italia               |